# Gymnelia xanthogastra
Gymnelia xanthogastra is een beervlinder uit de familie van de spinneruilen (Erebidae). De wetenschappelijke naam van de soort is voor het eerst geldig gepubliceerd in 1834 door Perty.